# Забродский, Юрий Евгеньевич
Юрий Евгеньевич Забродский (17 июня 1940 — 6 апреля 2008) — советский деятель, новатор производства, бригадир комплексной бригады станочников Киевского станкостроительного производственного объединения (завода станков-автоматов имени Горького). Герой Социалистического Труда (15.03.1985). Член ЦК КПУ в 1986—1990 г.

## Биография
В 1956—1990-х годов. — формовщик, литейщик, строгальщик, бригадир комплексной бригады станочников Киевского завода станков-автоматов имени Горького (затем — Киевского станкостроительного производственного объединения).
Член КПСС. Избирался депутатом Киевского городского совета.
С 1990-х годов — заместитель директора Киевского станкостроительного предприятия «Булат». Потом — на пенсии в городе Киеве. Похоронен в Киеве на Берковецком кладбище.

## Награды
- Герой Социалистического Труда (15.03.1985)
- орден Ленина (15.03.1985)
- ордена
- медали